# امامزاده گمنام چنداب
امامزاده گمنام چنداب مربوط به دوره قاجار است و در شهرستان گرمسار، بخش ایوانکی، دهستان ایوانکی، داخل روستای چنداب واقع شده و این اثر در تاریخ ۲۶ اسفند ۱۳۸۷ با شمارهٔ ثبت ۲۶۰۹۰ به‌عنوان یکی از آثار ملی ایران به ثبت رسیده است.